# Sítio do Picapau Amarelo (1967)
Sítio do Pica-Pau Amarelo foi uma série de televisão brasileira, produzida e exibida pela Band entre 12 de dezembro de 1967 e 14 de março de 1969, em 39 episódios. Baseada na série de livros homônima escrita por Monteiro Lobato, foi adaptada por Tatiana Belinky e dirigida por Júlio Gouveia, os mesmos que já haviam produzido antes a primeira versão da TV Tupi. Foi a terceira adaptação da história em formato de série.

## Produção
A terceira adaptação do Sítio do Picapau Amarelo foi feita por incentivo da empresa panificadora Pullman, que na época patrocinava boa parte dos programas infantis na televisão. Com o patrocínio em mãos, a Band decidiu produzir uma terceira versão do Sítio e para isso contratou Tatiana Belinky e Júlio Gouveia, que já haviam produzido antes a primeira versão da TV Tupi. Diferente da primeira versão, nesta época o videoteipe já havia sido inventado, permitindo gravações em vez de obrigatoriamente tudo ao vivo, o que fez com que a nova versão tivesse um investimento maior que a primeira, sendo filmada em um sítio de verdade com externas que demoravam de sete a oito horas por episódio para captar vários cenários diferentes do local. O diretor Júlio Gouveia, no entanto, era contra a gravação por acreditar que eliminava a emoção do vivo e deixava os atores preguiçosos.
Leonor Lambertini, que havia interpretado Dona Benta na primeira versão, foi convidada para reprisar o papel.

## Elenco
| Ato               | Personagem           |
| ----------------- | -------------------- |
| Leonor Lambertini | Dona Benta           |
| Isaura Bruno      | Tia Nastácia         |
| Zodja Pereira     | Emília               |
| Silvinha Lanes    | Narizinho            |
| Roberto Campos    | Pedrinho             |
| Ewerton de Castro | Visconde de Sabugosa |